# Solutré-Pouilly
Solutré-Pouilly település Franciaországban, Saône-et-Loire megyében. Lakosainak száma 342 fő (2022. január 1.). Solutré-Pouilly Davayé, Cenves, Charnay-lès-Mâcon, Chasselas, Fuissé és Vergisson községekkel határos.
Itt található a Roche de Solutré néven ismert mészkőkiszögellés.

## Népesség
A település népessége az elmúlt években az alábbi módon változott:
| Lakosok száma | 354  | 356  | 364  | 358  | 358  | 361  | 364  | 353  | 342  |
|               | 2013 | 2015 | 2016 | 2017 | 2018 | 2019 | 2020 | 2021 | 2022 |

## Bortermelés
A település szőlőskertjei a Pouilly-Fuissé AOC körzethez tartoznak, az egyik helyi pincészet a Domaine du Chalet Pouilly.